# Fostoria dhimbangunmal
Fostoria dhimbangunmal es la única especie conocida del género extinto Fostoria de dinosaurio ornitópodo iguanodontiano que vivió a mediados del período Cretácico, hace aproximadamente 95 millones de años, diçurante el Cenomaniense, en lo que es hoy Australia. Sus restos se encontraron en la Formación Griman Creek en Nueva Gales del Sur, Australia. La especie tipo y única conocida, Fostoria dhimbangunmal fue descrita en 2019, aunque el artículo en que se describió a Fostoria fue escrito en 2018. Fue nombrado por Robert Foster, quien descubrió la localidad tipo y los huesos y el nombre de la especie dhimbangunmal que significa "campo de ovejas" en los idiomas de los pueblos Yuwaalaraay, Yuwaalayaay y Gamilaraay de Australia

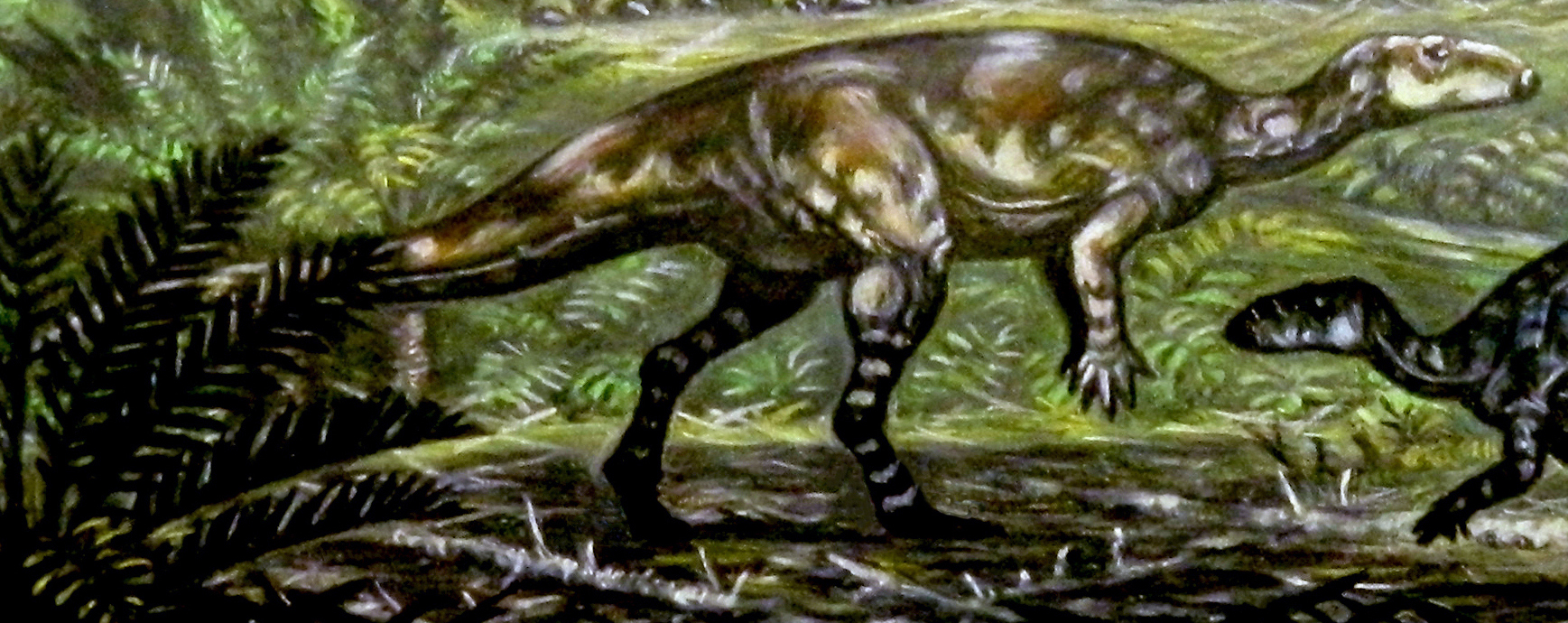
Reconstrucción en vida

En 1984, Bob Foster, un minero dedicado al ópalo, descubrió una vértebra de un ornitópodo en la localidad de Lightning Ridge. Foster en principio interpretó que el fósil era una pezuña de un caballo. Foster eventualmente halló tantos fósiles que decidió suspender la búsqueda de estos e informó de sus hallazgos a los paleontólogos locales. Tras dar un vistazo a los fósiles de Fostoria, los paleontólogos enviaron a reservistas del ejército para ayudar en la excavación de restos adicionales. Ellos así llegaron a descubrir un grupo de fósiles entero, si bien estos restos permanecieron sin describir hasta 2015. Coincidencialmente, también en 2015, Foster halló más fósiles en un museo privado de ópalos y obtuvo cuantos le fue posible para donarlos así al Museo Australiano del Ópalo, en donde están alojados hasta el presente.